# 会痛的17岁
会痛的17岁，2015年首播的中国网络剧，改编自饶雪漫系列小说《我不是坏女生》，由优酷、彼岸春风、新雅迪、译林影视联合出品，江金霖执导，饶雪漫任编剧，温心、周游、李煜、关晓彤、刘颖伦、卢蒽洁、王艺哲、周雨彤、蒋沁芸、鲁筱冉等主演。

## 剧情梗概
裘双宜（李煜饰）因关注青少年成长问题节目而走红成为社会名人，女孩吴小萌（温心饰）到裘双宜创办的安全岛实习，与李大乐（周游饰）结为搭档。两人需要处理的安全岛客户是一群问题女生，比如葵之（关晓彤饰）、天真（刘颖伦饰）、黎未希（卢蒽洁饰）、阿梦（王艺哲饰）、阿九（周雨彤饰）、曹辛爱（蒋沁芸饰）、阿娇（鲁筱冉饰）等。